# Juan Antonio Samaranch
Juan Antonio Samaranch, Marqués de Samaranch (ur. 17 lipca 1920 w Barcelonie, zm. 21 kwietnia 2010 tamże) – hiszpański działacz sportowy i dyplomata. Przewodniczący Międzynarodowego Komitetu Olimpijskiego, wybrany na to stanowisko w 1980 (jako 7. kolejny przewodniczący od czasu założenia Komitetu w 1894).

## Życiorys
Juan Antonio Samaranch urodził się w bogatej rodzinie w Barcelonie. Jego ojciec trudnił się handlem tekstyliami na dużą skalę.
Już od młodych lat wykazywał duże zainteresowanie sportem – na pewnym etapie życia zajmował się dziennikarstwem sportowym. Służył także jako sekretarz miasta. Później, jako dyrektor konglomeratu przemysłowego, część swojego majątku przeznaczał na promocję sportu, szczególnie drużyny hokeja na wrotkach. W 1966 przywódca Hiszpanii generał Francisco Franco wyznaczył go na stanowisko Ministra Sportu. W tym samym roku wybrany na wiceprezydenta Międzynarodowego Komitetu Olimpijskiego.
W 1955 Samaranch poślubił Marię Teresę Salisachs Rowe, której matka była Brytyjką. Mieli jednego syna.
W czasie zmierzchu rządów Franco został wyznaczony na stanowisko szefa prowincji Barcelona. Po śmierci generała został wysłany na placówkę jako pierwszy ambasador Hiszpanii w Moskwie (1977–1981). Nawiązane w tym okresie kontakty w radzieckich sferach rządowych pomogły mu wygrać konkurs na najwyższe stanowisko w Międzynarodowym Komitecie Olimpijskim.
Podczas jego prezydentury Międzynarodowy Komitet Olimpijski musiał poradzić sobie z bojkotem Olimpiady w 1984 w Los Angeles przez państwa Bloku Wschodniego, kontrowersją związaną z używaniem dopingu przez atletów, a także z problemem korumpowania członków Komitetu Olimpijskiego przez miasta kandydujące do objęcia Igrzysk. Uznaje się, że w efekcie prowadzonej przez niego polityki MKOl omal nie stanął na skraju bankructwa, a dodatkowo na długie lata pogrążył się w aferze korupcyjnej.
W 1999 dziesięciu członków Międzynarodowego Komitetu Olimpijskiego zostało zmuszonych do odejścia z powodu skandali dotyczących organizacji igrzysk w Salt Lake City.
Jego imieniem nazwano stadion w Lozannie.

## Odznaczenia i wyróżnienia (lista niepełna)
- Krzyż Wielki Orderu Karola III (Hiszpania)
- Łańcuch Orderu Izabeli Katolickiej – 2000 (Hiszpania)
- Krzyż Wielki Orderu Alfonsa X Mądrego – 1982 (Hiszpania)
- Krzyż Wielki Orderu Kardynała Cisnerosa – 1970 (Hiszpania)
- Krzyż Wielki Orderu Krzyża Ziemi Maryjnej – 2003 (Estonia)
- Order Złotego Runa – 2001 (Gruzja)
- Wielki Krzyż Orderu Wielkiego Księcia Giedymina – 4 kwietnia 1994 (Litwa)
- Krzyż Komandorski z Gwiazdą Orderu Zasługi Rzeczypospolitej Polskiej – 1994[2]
- Wielki Order Króla Tomisława – 1993 (Chorwacja)
- Order Republiki – 14 maja 1999 (Mołdawia)
- Honorowe obywatelstwo Sarajewa, Bośnia i Hercegowina (1996)[3]
- Komandor Orderu Dobrej Nadziei (1998, RPA)[4]
- Order Honoru – 25 czerwca 2001 (Rosja)
- Order Podwójnego Białego Krzyża I klasy – 2000 (Słowacja)
- Order Księcia Jarosława Mądrego III klasy – 21 maja 2005 (Ukraina)
- Order „Za wybitne zasługi” – 1996 (Uzbekistan)
- Order Zasługi Republiki Włoskiej I Klasy – 1981[5]
- Order Zasługi Republiki Włoskiej II Klasy – 1971[6]
- Order „Manas” (Kirgistan)
- Złoty Order Olimpijski